# Valbuena de la Encomienda
Valbuena de la Encomienda es una localidad española del municipio de Villagatón, en la provincia de León, comunidad autónoma de Castilla y León. 
Su auténtico nombre completo es Valbuena de la Encomienda del Santo Hospital de San Juan de Jerusalem, lo que señala a su origen como dominio de los Caballeros Hospitalarios afincados a pocos kilómetros, en el Monasterio del Cueto de San Bartolo, en Villameca.
Este pueblo, compuesto actualmente por unas pocas decenas de casas, fue en su tiempo un importante nudo industrial, donde se concentraban los molinos y herrerías de la comarca, probablemente al amparo de los privilegios adyacentes a ser dominio monástico.
Su territorio fue explotado desde tiempo inmemorial y se conservan aún vestigios de minas de hierro, e incluso oro. Fueron famosas también sus aguas ferrugionosas, aguas sulfuradas y aguas magnésicas, benéficiosas para gran número de afecciones, lo que hizo figurar a la aldea entre las más conocidas por este tema dentro de la provincia leonesa.
Su pequeña iglesia, construida por la orden militar, conserva aún el viejo sabor medieval.

## Geography
Valbuena de la Encomienda está  situado a 85 km al oeste de León, España.

## Enlaces relacionados
- Ayuntamiento de Villagatón Archivado el 16 de mayo de 2017 en Wayback Machine.

- Datos: Q6158648